# Eugalta punctulata
Eugalta punctulata är en stekelart som beskrevs av Cameron 1899. Eugalta punctulata ingår i släktet Eugalta och familjen brokparasitsteklar. Utöver nominatformen finns också underarten E. p. yamuna.